# Рароя
Рароя (фр. Raroia, або Раро-нуку) — атол в архіпелазі Туамоту, який, в адміністративному відношенні, разом з сусіднім атолом Такуме, належить до комуни Макемо у Французькій Полінезії.

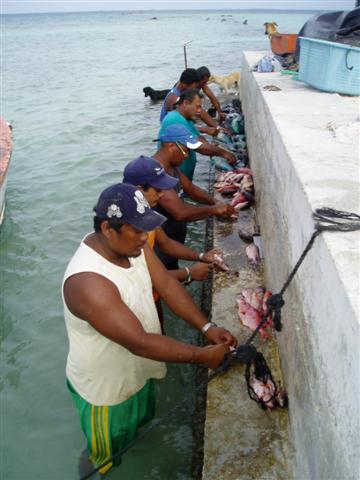
Рибаки села Ґарумаоа

Островитяни Рарої, як і більшість полінезійців, відомі своєю гостинністю. Харчування складається в основному з дарів океану, крім того імпортуються хліб, рис та консерви. Крім рибальства на острівцях атолу вирощують копру та ловлять перли.

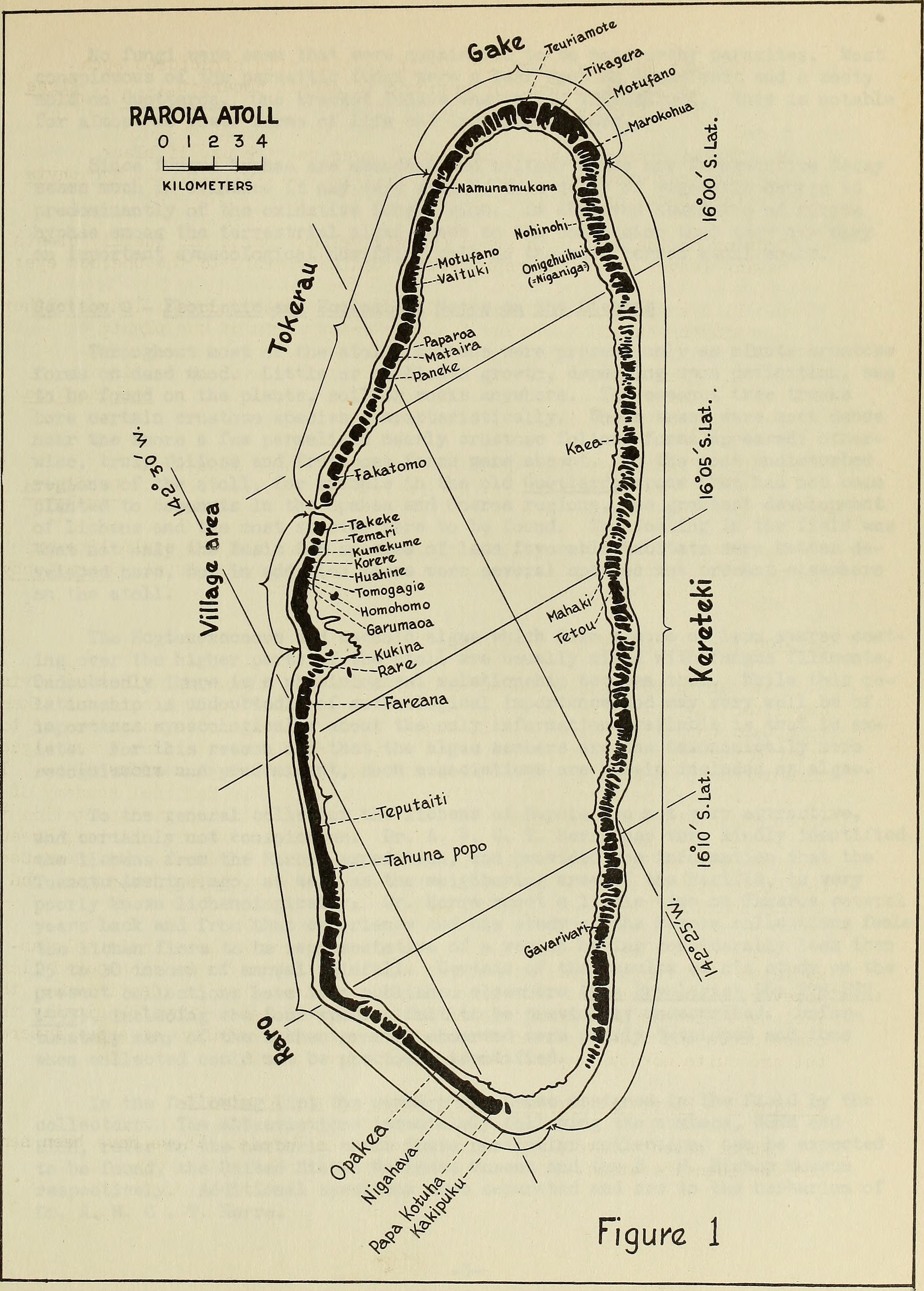
Атол Рароя

## Освіта
Жителі Рарої розмовляють полінезійською мовою паумоту. В початковій школі села Ґарумаоа на атолі вивчають французьку мову. Середня школа є на більшому острові Макемо. Ті, хто хочуть здобути вищу освіту, їдуть на острів Таїті, що лежить на віддалі 748 км від Рарої.

## Кон-Тікі
7 серпня 1947 року атол Рароя став відомим на весь світ місцем внаслідок прибуття експедиції Тура Геєрдала, яка приплила через Тихий океан з Перу на дерев'яному плоті Кон-Тікі.

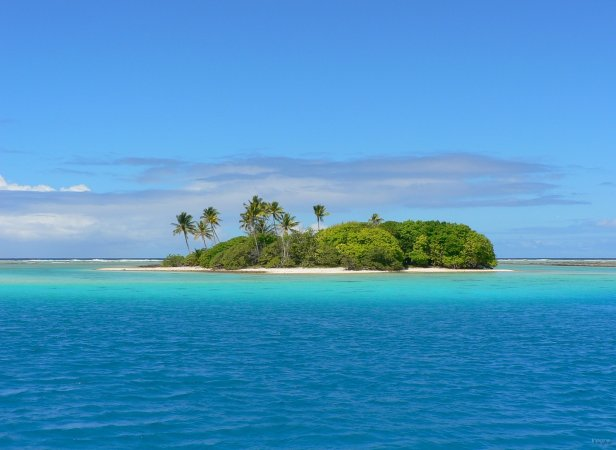
Острівець Тагуна Мару, Рароя, до берега якого пристала експедиція Кон-Тікі

Один з членів експедиції, шведський антрополог Бент Данієльсон, оселився там і протягом декількох місяців вивчав життя островитян. У 1955 році він видав кілька книг і в Швеції захистив докторську дисертацію в університеті Упса́ли.